# Emmy and the Bluegrass Pals
Emmy and the Bluegrass Pals is een Nederlandse bluegrassband die actief is sinds 2007 en veelal bluegrass speelt.
Emmy and the Bluegrass Pals is opgericht in 2007 maar heeft sinds 2010 vaste leden. De band bevat actueel 4 leden afkomstig uit Drenthe en Groningen. De leden van de band zijn Emmy Benning (contrabas; zang), Ron Duursma (gitaar; zang), Jan Klungel (5-snarige banjo; zang) en Johan Lubben (mandoline; zang). Emmy Benning is de persoon waaraan de band zijn naam heeft te danken.
De band speelde tevens op vele festivals waaronder de European World of Bluegrass (EWOB), Greven Grass te Duitsland en Risør festival in Noorwegen.

## Albums
| Albums | Jaar van verschijnen |
| ------ | -------------------- |
| Home   | 2010                 |

## Optredens
| Optreden op grotere festival | Datum        | Land      |
| ---------------------------- | ------------ | --------- |
| European World of Bluegrass  | 8 juni 2011  | Nederland |
| Greven Grass                 | 25 mei 2012  | Duitsland |
| Risør Bluegrass Festival     | 13 juli 2012 | Noorwegen |